# Louise van Sayn-Hachenburg

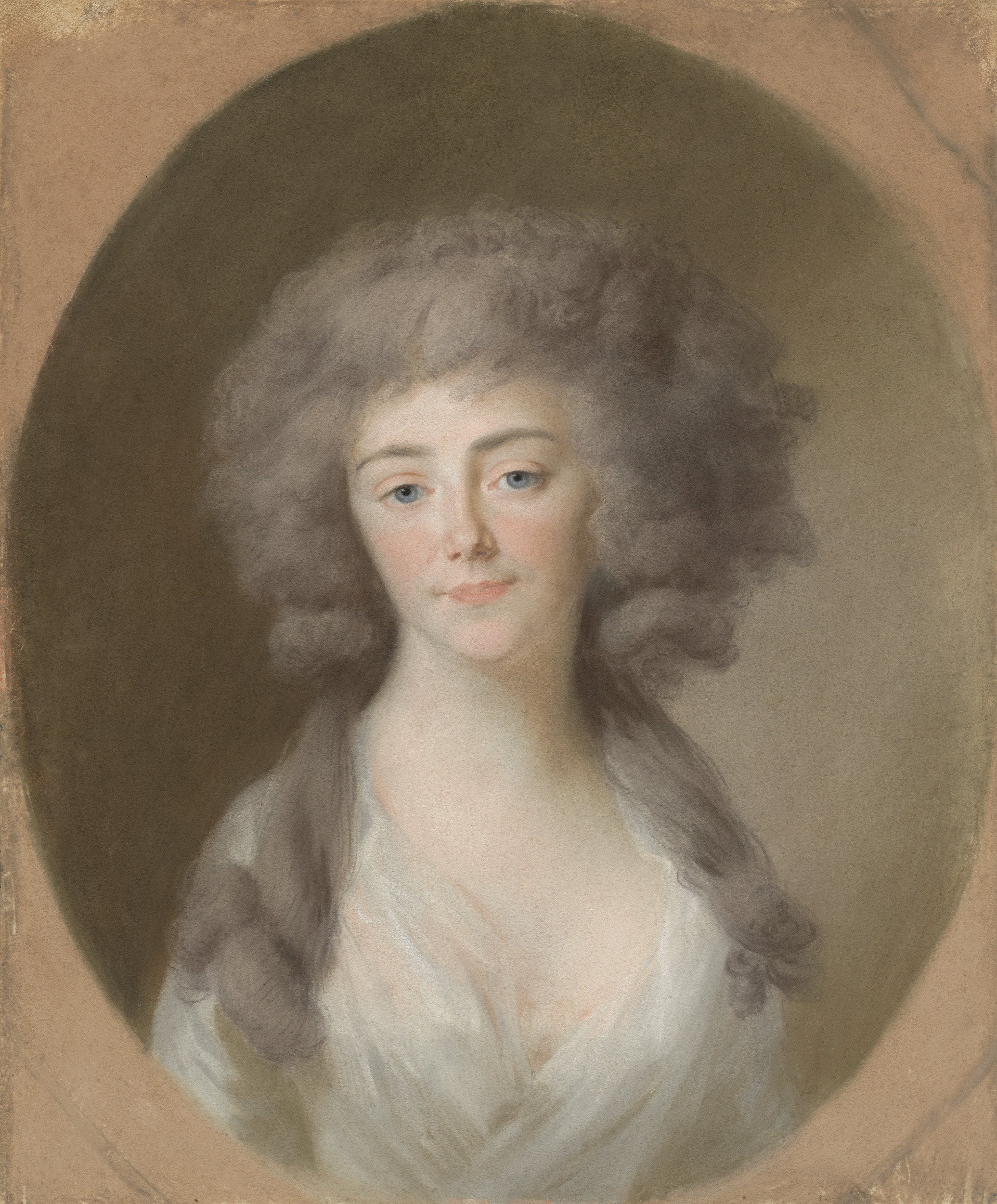
Louise van Sayn-Hachenburg

Louise van Sayn-Hachenburg, volledige voornamen Louise Isabella Alexandrina Augusta, (Hachenburg, 29 april 1772 - Wenen, 6 januari 1827) was een Duitse adellijke vrouw. Ze was overgrootmoeder van de Nederlandse koningin Emma.
Louise was de dochter van graaf Willem George van Sayn-Hachenburg, burggraaf van Kirchberg en prinses Isabella Augusta Reuß zu Greiz. Ze huwde te Hachenburg op 31 juli 1788 met vorst Frederik Willem van Nassau-Weilburg (Den Haag, 25 oktober 1768 - Weilburg, 9 januari 1816).

Uit dit huwelijk werden de volgende kinderen geboren:
1. Willem George August Hendrik Belgicus (Kirchheimbolanden, 14 juni 1792[5] - Kissingen, 20 augustus 1839),[6] volgde zijn vader op.
2. Augusta Louise Wilhelmina (Weilburg, 5 januari 1794[7] - Weilburg, 11 april 1796).[8]
3. Henriëtte Alexandrina Frederica Wilhelmina (Schloss Eremitage bij Bayreuth, 30 oktober 1797[9] - Wenen, 29 december 1829),[10] huwde te Weilburg op 17 september 1815[11] met aartshertog Karel Lodewijk Johan Jozef Lorenz van Oostenrijk, hertog van Teschen (Florence, 5 september 1771 - Wenen, 30 april 1847).[3][4][12]
4. Frederik Willem (Bayreuth, 15 december 1799[13] - Wenen, 6 januari 1845),[14] huwde (morganatisch) in Zwitserland in 1840[15] met Anna Ritter, Edle von Vallyemare[16] (Wenen, 21 juni 1802[17] - Parijs, 19 juli 1864).[18]

Door haar huwelijk kwamen het graafschap Sayn-Hachenburg en het burggraafschap Kirchberg in 1799 in bezit van de familie Nassau.